# Laubschnecken
Die Laubschnecken (Hygromiidae) sind eine Familie (bei manchen Autoren auch nur Unterfamilie) aus der Ordnung der Landlungenschnecken (Stylommatophora). In Europa kommen etwa 50 Arten vor.

## Merkmale
Die Gehäuse sind klein bis mittelgroß, meist unter 20 mm. Bei den Gehäusefarben herrschen bräunliche Farben vor. Die Schale kann dünnschalig und behaart sein (z. B. Hygromiinae), aber auch relativ dick und glatt (z. B. Heideschnecken). Die Arten schießen ihren Liebespfeil ab oder stechen zu, oder er wird neben dem Penis in die Geschlechtsöffnung eingeführt. Bei vielen Arten ist das Paarungsverhalten aber nur sehr ungenügend bekannt.

## Vorkommen, Lebensweise und Verbreitung
Die Arten der Familie leben z. T. in feuchten Waldgebieten, aber auch in trockenwarmen, offenen Biotopen. Sie sind von den Azoren und Kanarischen Inseln im Westen über Europa und Nordafrika bis nach Zentralasien verbreitet.

## Systematik
Die Laubschnecken werden von manchen Autoren lediglich als Unterfamilie betrachtet und zur Familie der Schnirkelschnecken (Helicidae) gestellt. Bouchet und Rocroi fassten die Gruppe als Familie auf und stellten fünf Unterfamilien mit insgesamt neun Tribus dazu. Die Helicellinae werden inzwischen zur Familie Geomitridae gestellt. Nach der derzeitigen Systematik (2020) sieht die Untergliederung der Familie wie folgt aus:
- Familie Laubschnecken (Hygromiidae Tryon, 1866)
  - Unterfamilie Hygromiinae Tryon, 1866
    - Tribus Hygromiini Tryon, 1866
      - Genus Hygromia Risso, 1826
        - Kantige Laubschnecke (Hygromia cinctella)

      - Genus Zenobiellina D. T. Holyoak, G. A. Holyoak, 2018

    - Tribus Perforatellini Neiber, Razkin & Hausdorf, 2017
      - Genus Chilanodon Westerlund, 1897
      - Genus Kovacsia H. Nordsieck, 1993
      - Genus Lindholmomneme F. Haas, 1936
      - Genus Lozekia Hudec, 1970
      - Genus Monachoides Gude & B. B. Woodward, 1921
        - Rötliche Laubschnecke (Monachoides incarnatus)
        - Südöstliche Laubschnecke (Monachoides vicinus)

      - Genus Noneulota Schileyko & Horsák, 2007
      - Genus Perforatella Schlüter, 1838
        - Zweizähnige Laubschnecke (Perforatella bidentata)

      - Genus Pseudotrichia Schileyko, 1970
        - Ufer-Laubschnecke (Pseudotrichia rubiginosa)

      - Genus Stygius Schileyko, 1970

  - Unterfamilie Leptaxinae C.Boettger, 1909
    - Tribus Cryptosaccini Neiber, Razkin & Hausdorf, 2017
      - Genus Cryptosaccus Prieto & Puente, 1994
      - Genus Fractanella Caro & Madeira, 2019
      - Genus Mengoana Ortiz de Zárate López, 1951
      - Genus Pyrenaearia P. Hesse, 1921

    - Tribus Leptaxini C. R. Boettger, 1909
      - Genus Leptaxis R. T. Lowe, 1852
      - Genus Portugala E. Gittenberger, 1980

  - Unterfamilie Metafruticicolinae Schileyko, 1972
    -       - Genus Cyrnotheba Germain, 1928
      - Genus Hiltrudia H. Nordsieck, 1993
      - Genus Metafruticicola Ihering, 1892

  - Unterfamilie Trochulinae Lindholm, 1927
    - Tribus Archaicini Schileyko, 1978
      - Genus Angiomphalia Schileyko, 1978
      - Genus Archaica Schileyko, 1970
      - Genus Coronarchaica Neiber, Razkin & Hausdorf, 2017
      - Genus Leucozonella Lindholm, 1927
      - Genus Odontotrema Lindholm, 1927
      - Genus Paedhoplita Lindholm, 1927

    - Tribus Ashfordiini Neiber, Razkin & Hausdorf, 2017
      - Genus Ashfordia J. W. Taylor, 1917

    - Tribus Caucasigenini Neiber, Razkin & Hausdorf, 2017
      - Genus Anoplitella Lindholm, 1929
      - Genus Caucasigena Lindholm, 1927
      - Genus Circassina P. Hesse, 1921
      - Genus Diodontella Lindholm, 1929
      - Genus Dioscuria Lindholm, 1927
      - Genus Fruticocampylaea Kobelt, 1871
      - Genus Hygrohelicopsis Schileyko, 1978
      - Genus Lazicana Neiber, Walther & Hausdorf, 2018
      - Genus Teberdinia Schileyko, 1978

    - Tribus Ciliellini Schileyko, 1970
      - Genus Ciliella Mousson, 1872
      - Genus Ciliellopsis Giusti & Manganelli, 1990

    - Tribus Ganulini Neiber, Razkin & Hausdorf, 2017
      - Genus Ganula E. Gittenberger, 1970
      - Genus Ichnusotricha Giusti & Manganelli, 1987
      - Genus Nienhuisiella Giusti & Manganelli, 1987

    - Tribus Halolimnohelicini H. Nordsieck, 1986
      - Genus Elgonella Preston, 1914
      - Genus Halolimnohelix Germain, 1913
      - Genus Haplohelix Pilsbry, 1919
      - Genus Vicariihelix Pilsbry, 1919

    - Tribus Monachaini Wenz, 1930
      - Genus Abchasohela Hudec & Lezhawa, 1971
      - Genus Batumica Schileyko, 1978
      - Genus Caucasocressa P. Hesse, 1921
      - Genus Diplobursa Schileyko, 1968
      - Genus Euomphalia Westerlund, 1889
        - Große Laubschnecke (Euomphalia strigella (Draparnaud, 1801))

      - Genus Harmozica Lindholm, 1927
      - Genus Hesseola Lindholm, 1927
      - Genus Jasonella Lindholm, 1927
      - Genus Karabaghia Lindholm, 1927
      - Genus Lejeania Ancey, 1887
      - Genus Monacha Fitzinger, 1833 
        - Große Kartäuserschnecke (Monacha cantiana (Montagu, 1803))
        - Kartäuserschnecke (Monacha cartusiana)
        - Monacha claustralis (Rossmässler, 1834)

      - Genus Oscarboettgeria Lindholm, 1927
      - Genus Paratheba P. Hesse, 1914
      - Genus Platytheba Pilsbry, 1895
      - Genus Pontotheba Neiber & Hausdorf, 2017
      - Genus Prostenomphalia Baidashnikov, 1985
      - Genus Pseudhesseola H. Nordsieck, 1993
      - Genus Rhytidotheba Neiber & Hausdorf, 2017
      - Genus Stenomphalia Lindholm, 1927

    - Tribus Trochulini Lindholm, 1927
      - Genus Edentiella Poliński, 1929
        - Zahnlose Haarschnecke (Edentiella edentula)

      - Genus Noricella Neiber, Razkin & Hausdorf, 2017
      - Genus Petasina H. Beck, 1847
        - Einzähnige Haarschnecke (Petasina unidentata)

      - Genus Raeticella Kneubühler, Baggenstos & Neubert, 2022
        - Nidwaldner Haarschnecke (Raeticella biconica)

      - Genus Trochulus Chemnitz, 1786
        - Gemeine Haarschnecke (Trochulus hispidus)

    - Tribus Urticicolini Neiber, Razkin & Hausdorf, 2017
      - Genus Plicuteria Schileyko, 1978
      - Genus Semifruticicola A. J. Wagner, 1914
      - Genus Urticicola Lindholm, 1927
        - Schatten-Laubschnecke (Urticicola umbrosus)

      - Genus Xerocampylaea Kobelt, 1871

nicht in die derzeitige Untergliederung in Unterfamilien und Tribus eingeordnet sind:
- Genus Archygromia Pfeffer, 1930 †
- Genus Cernuellopsis Manganelli & Giusti, 1988
- Genus Helicotricha Giusti, Manganelli & Crisci, 1992
- Genus Hemistenotrema O. Boettger, 1897 †
- Genus Ichnusomunda Giusti & Manganelli, 1998
- Genus Kalitinaia Hudec & Lezhawa, 1967
- Genus Leucochroopsis O. Boettger, 1908 †
- Genus Loganiopharynx Wenz, 1919 †
- Genus Pseudomonacha Pfeffer, 1930 †
- Genus Pseudoxerotricha C. R. Boettger, 1911 †

## Belege